# Augenperle
Augenperlen sind Glasperlen mit Kreis- oder Punktverzierungen. Sie gehören zu den ältesten bekannten mehrfarbigen Glasperlen.

## Geschichte
Die ältesten bekannten und sicher datierten Augenperlen stammen aus dem Ägypten des 15. Jahrhunderts v. Chr. und zeigen eine einfache Punktverzierung. Hergestellt wurden sie, indem ein andersfarbiges Glas in den Perlkörper (Matrix) eingeschmolzen wurde. Frühe Handelskontakte zwischen dem östlichen Mittelmeerraum und Skandinavien belegt eine Augenperle aus dem 14. Jahrhundert v. Chr., die in einem Grab in Jütland gefunden wurde und die aus Mesopotamien stammt.
In Mitteleuropa kommen die ersten Augenperlen (Ringaugenperlen) ab der jüngeren Urnenfelderkultur (Ha B) etwa 1050 v. Chr. vor, häufiger dann in der Eisenzeit. Ob diese bereits in Mitteleuropa hergestellt oder auch importiert wurden, ist nach wie vor Gegenstand wissenschaftlicher Auseinandersetzungen, neuere Forschungsergebnisse sprechen eher für eine lokale Produktion.
Die ältesten in Zentralchina gefundenen Augenperlen von ca. 500 v. Chr. dürften aus Ägypten oder Mesopotamien importiert worden sein.
Augenperlen finden heute noch Verwendung, zum Beispiel bei der Herstellung von Nazar-Amuletten.

## Arten
- Ringaugenperlen: Ein kreisförmiger Glasfaden wurde auf dem andersfarbigen Glaskörper eingeschmolzen.[6]
- Spiralaugenperlen: Wurde der Glasfaden nicht kreisrund, sondern als Spirale appliziert, spricht man von Spiralaugenperlen.
- Schichtaugenperlen: Ab der Späthallstattzeit bis zur Frühlatènezeit waren Schichtaugenperlen verbreitet. Dazu wurden auf eine Grundperle schichtweise ein oder mehrere Tropfen farblich verschiedenen Glases konzentrisch aufgetragen und mit der Oberfläche verschmolzen.[7]
- Mosaikaugenperlen (in älterer Literatur auch Sonnenperlen): Diese in der Herstellung deutlich komplexeren Perlen wurden in Ägypten im 1. Jahrhundert v. Chr. entwickelt und tauchten in Europa erst im 8. Jahrhundert n. Chr. auf. Dazu wurde ein Glasstab sukzessive mit verschiedenfarbigem geschmolzenen Glas überzogen und beim Abkühlen in Stücke geschnitten. Dadurch ergaben sich vorgefertigte Augen, die anschließend in den erhitzen Perlenkörper eingeschmolzen wurden. Teilweise wurden Perlen auch direkt aus dem Millefioriglasstab geformt.[1]

## Bilder

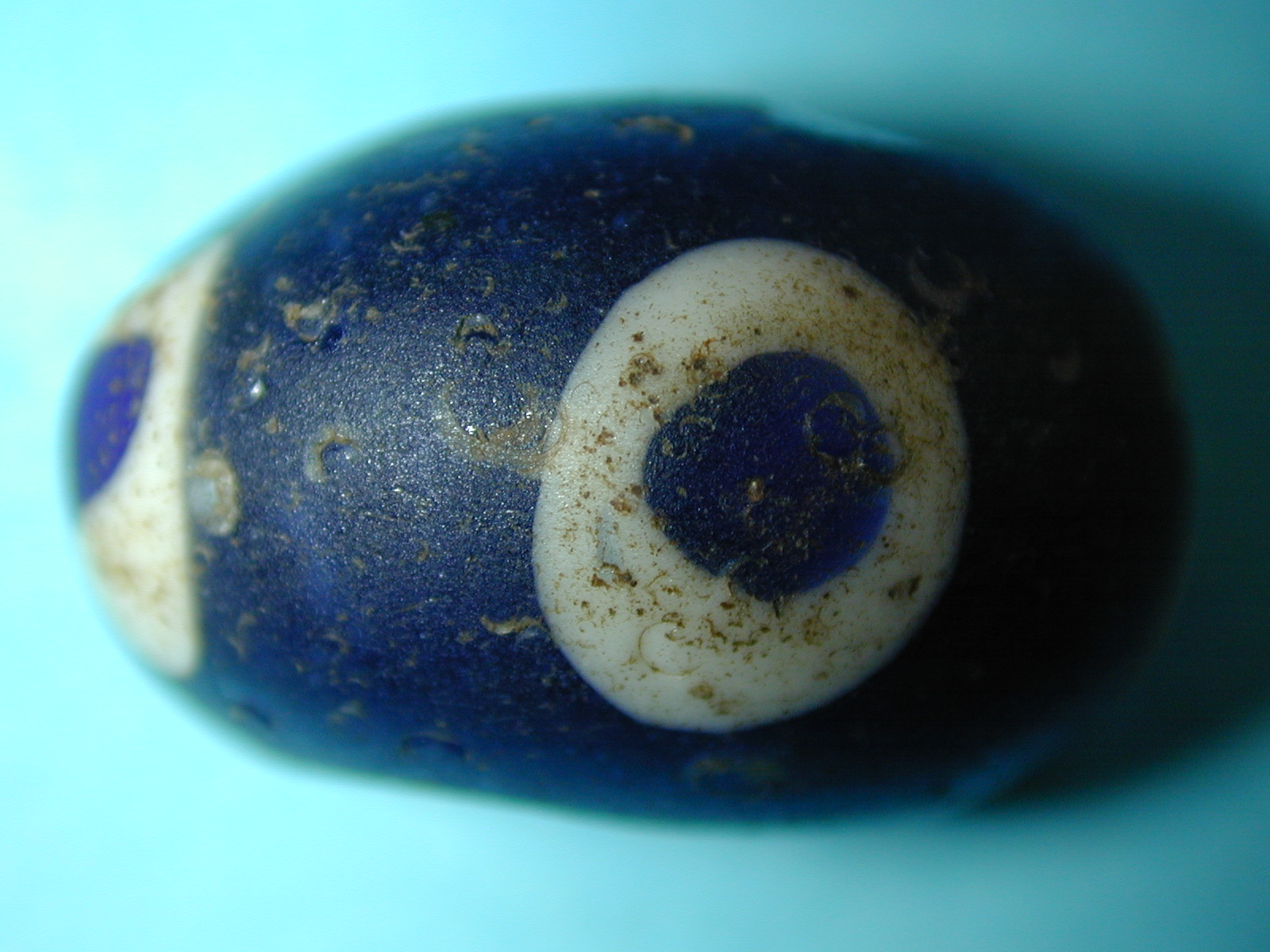
Eisenzeitliche Ringaugenperle aus Zentralengland.
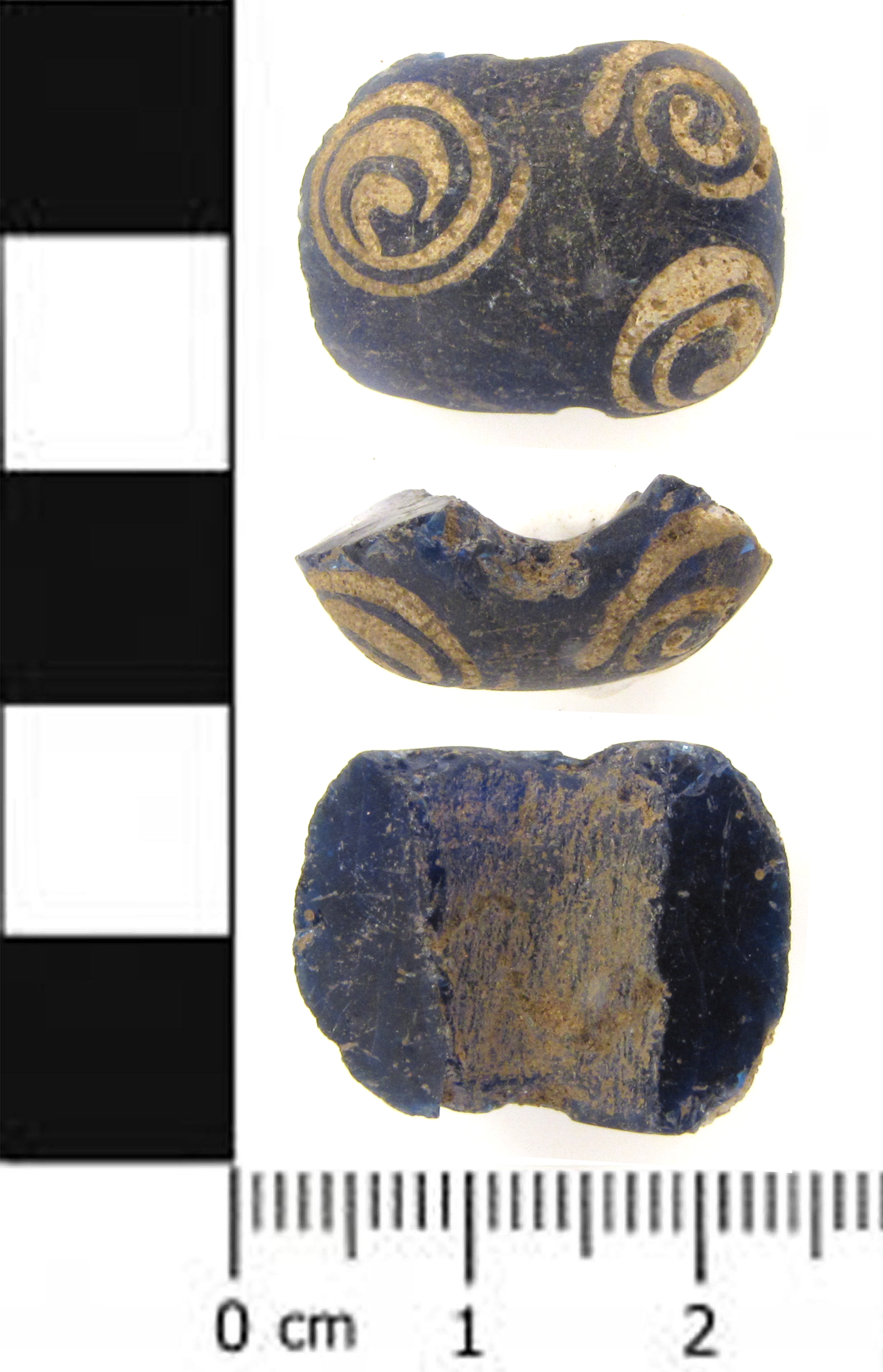
Spiralaugenperle aus Yorkshire, späteisenzeitlich oder römerzeitlich
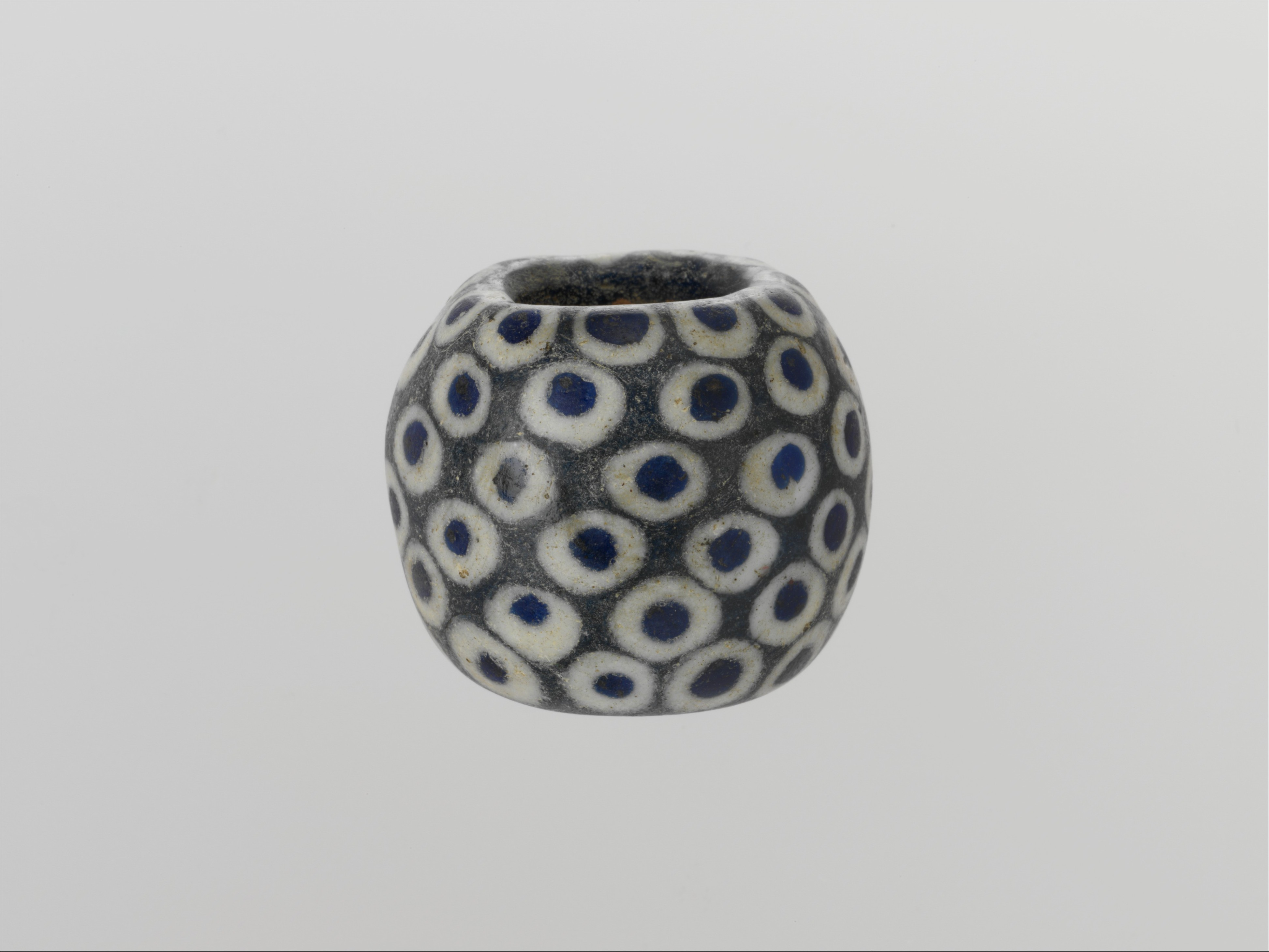
Schichtaugenperle aus dem östlichen Mittelmeerraum, etwa 4. Jahrhundert v. Chr.
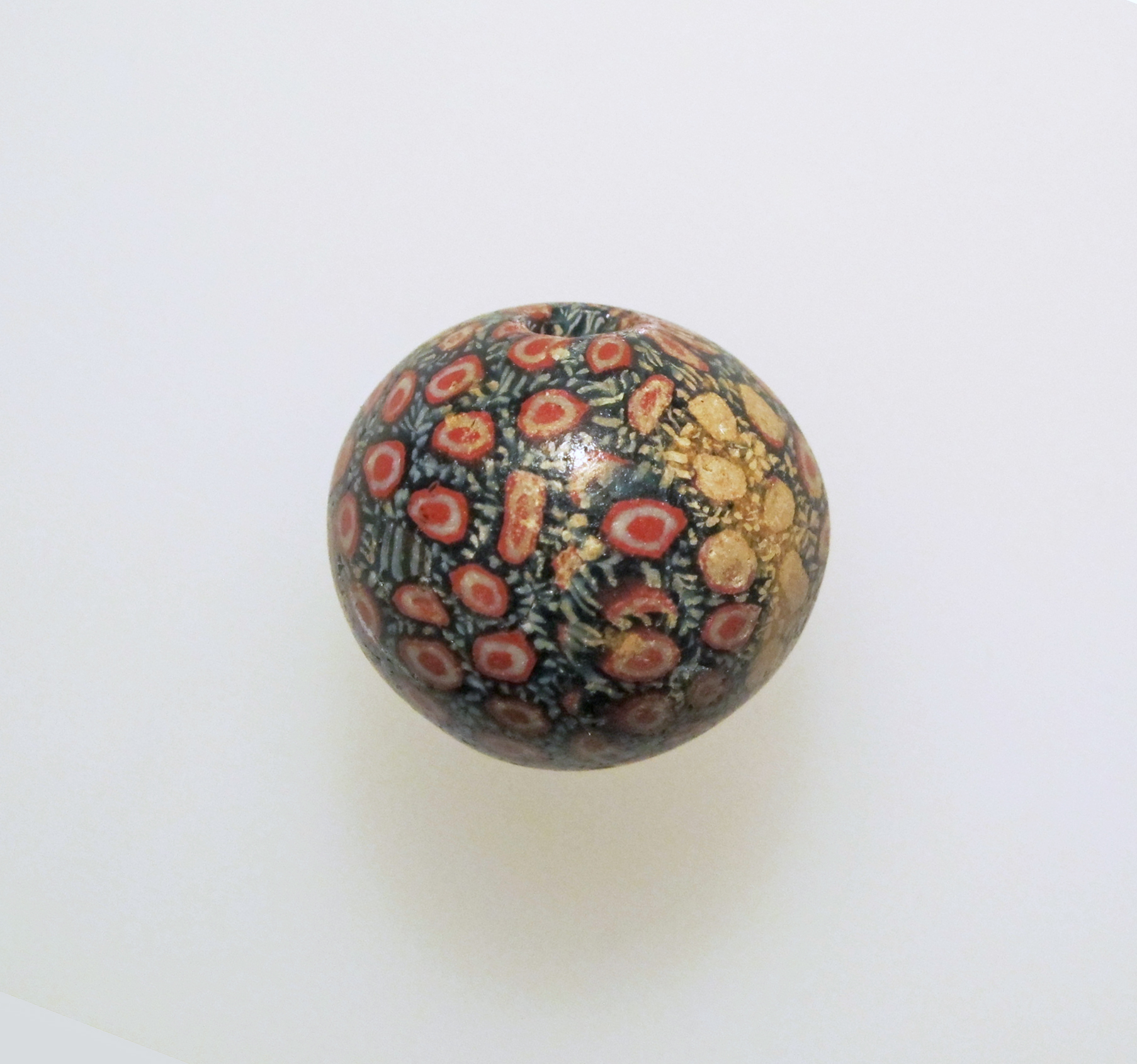
Ägyptische Mosaikaugenperle aus dem ersten Jahrhundert